# 三佛洞摩崖造像
三佛洞摩崖造像位於四川省成都市都江堰市，文物遺址年代判定為唐。2012年7月16日公佈為第八批四川省文物保護單位。
三佛洞摩崖造像位於四川省成都市都江堰市大觀鎮（原兩河鄉）濱江村開鑿于唐代，崖面坐北向南，分佈在長7.9米，高立6米的砂石崖壁上，共8龕部尊大小不一的造像。其中大龕中的第3龕和小龕中的第5龕風蝕嚴重，形象模糊。龕為矩形，敞口拱頂。該造像造型精美，數量眾多，為研究唐代成都地區摩崖造像藝術、宗教文化的發展提供了寶貴的實物資料。1988年，三佛洞摩崖造像被都江堰市人民政府公佈為市（縣）級文物保護單位。